# إيرني شيبرد (سياسي)
إيرني شيبرد (بالإنجليزية: Ernie Shepherd)‏ هو سياسي أسترالي، ولد في 6 يناير 1901 في بنديجو في أستراليا، وتوفي في 12 سبتمبر 1958 في أستراليا. حزبياً، نشط في حزب العمال الأسترالي.

## مناصب
- انتخب Leader of the Opposition (Victoria) [الإنجليزية]‏ (20 أغسطس 1957 – 12 سبتمبر 1958).
- انتخب عضو الجمعية التشريعية فيكتوريا عن دائرة Electoral district of Footscray [الإنجليزية]‏ (31 مايو 1958 – 12 سبتمبر 1958).
- انتخب عضو الجمعية التشريعية فيكتوريا عن دائرة Ascot Vale ‏ (28 مايو 1955 – 30 مايو 1958).
- انتخب عضو الجمعية التشريعية فيكتوريا عن دائرة Electoral district of Sunshine [الإنجليزية]‏ (10 نوفمبر 1945 – 27 مايو 1955).